# Urosphena
Genre
Urosphena est un genre de passereaux de la famille des Cettiidae. Il comprend cinq espèces de bouscarles. Une des espèces est également dénommée tésie.

## Répartition
Ce genre se trouve à l'état naturel dans le Sud et l'Est de l'Asie.

## Liste des espèces
Selon la classification de référence du Congrès ornithologique international (version 14.2, 2024) :
- Urosphena squameiceps (Swinhoe, 1863) — Bouscarle de Swinhoe, Bouscarle à courte queue, Bouscarle d'Asie
- Urosphena subulata (Sharpe, 1884) — Bouscarle de Timor
  - Urosphena subulata advena (Hartert, 1906)
  - Urosphena subulata subulata (Sharpe, 1884)
- Urosphena whiteheadi (Sharpe, 1888) — Bouscarle de Bornéo, Bouscarle de Whitehead